# Jablonné nad Orlicí
Jablonné nad Orlicí (niem. Gabel) − miasto w Czechach, w kraju pardubickim. Według danych z 31 grudnia 2003 powierzchnia miasta wynosiła 438 ha, a liczba jego mieszkańców 3 147 osób.

## Demografia
| Rok             | 1970  | 1980  | 1991  | 2001  | 2003  |
| --------------- | ----- | ----- | ----- | ----- | ----- |
| Liczba ludności | 2 502 | 2 883 | 3 095 | 3 119 | 3 147 |

Źródło: Czeski Urząd Statystyczny

## Współpraca
Miejscowość partnerska:
- Hinwil, Szwajcaria